# Taktisches Luftwaffengeschwader 51 „Immelmann“
Das Taktische Luftwaffengeschwader 51 „Immelmann“ (TaktLwG 51„I“), bis 30. September 2013 Aufklärungsgeschwader 51 „Immelmann“ (AG 51 „I“) ist ein Aufklärungsgeschwader der Bundeswehr. Es ist das jüngste Geschwader der Luftwaffe und das einzige mit der Fähigkeit zur bemannten und unbemannten taktischen Luftaufklärung innerhalb der Bundeswehr. Es ist in der Kai-Uwe-von-Hassel-Kaserne und dem Fliegerhorst Schleswig in Schleswig-Holstein beheimatet. Das Geschwader ist ausgerüstet mit 39 Flugzeugen vom Typ Panavia Tornado in den Varianten ECR, RECCE und IDS-T, digitalen optischen Aufklärungsbehältern, mobilen Auswerteanlagen und Unbemannten Luftfahrzeugen. Hinzu kommen geleaste Drohnen, die nicht in Deutschland stationiert sind.
Das Geschwader ist Mitglied der sogenannten „Tiger Association“ und war als solches 2004, 2014 und 2024 Ausrichter des NATO Tiger Meets.

## Auftrag
Historisch bedingt ist die optische und inzwischen auch elektronische Luftaufklärung mit bemannten und unbemannten Luftfahrzeugen die Hauptaufgabe des früheren Aufklärungsgeschwaders. Darüber hinaus übernahm das Geschwader unter anderem auch die Aufgabe der Seekriegsführung aus der Luft vom ehemaligen Marinefliegergeschwader 2.

## Geschichte

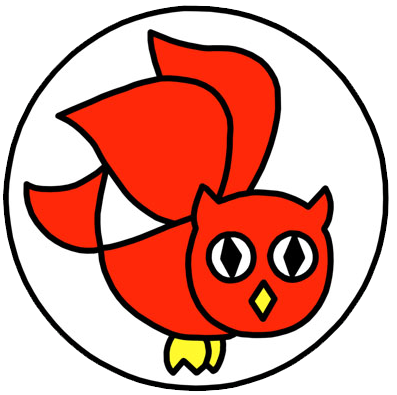
Wappen des ehemaligen AG 51

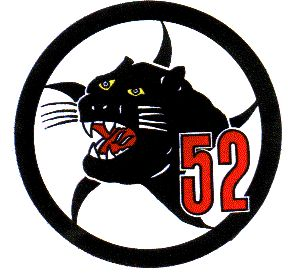
Wappen des ehemaligen AG 52

Nachdem die beiden mit RF-4E Phantom II ausgerüsteten Aufklärungsgeschwader 51 in Bremgarten und 52 in Leck aufgrund von Truppenreduzierungen nach dem Ende des Kalten Kriegs aufgelöst wurden, hatte die Luftwaffe keinerlei Möglichkeiten zur abbildenden Luftaufklärung mehr. Ab Juli 1992 wurde auf dem Marinefliegerhorst Schleswig-Jagel die Aufstellung eines Aufklärungsgeschwaders, unter anderem mit Personal und Material des Marinefliegergeschwaders 1, begonnen. Von Januar bis März 1993 führte die 1. Staffel Flugbetrieb mit Marine-Tornados unter der Bezeichnung „Luftwaffen-Tornado-Geschwader-Jagel“ durch.
Den Namen Aufklärungsgeschwader 51 „Immelmann“ erhielt der Verband im April 1993. Die Bezeichnung des Geschwaders und der Traditionsname Max Immelmann wurde vom aufgelösten Aufklärungsgeschwader 51 übernommen, der Panther als Geschwaderwappen vom ehemaligen Aufklärungsgeschwader 52.
Die offizielle Indienststellung des neuen AG 51 erfolgte durch den damaligen Inspekteur der Luftwaffe Generalleutnant Jörg Kuebart im Januar 1994. Im Juli 1995 wurden sechs Recce-Tornados als Teil des Einsatzgeschwader 1 nach Piacenza in Italien verlegt, um an Einsätzen über dem ehemaligen Jugoslawien teilzunehmen. Nach Beteiligung an UNPROFOR, IFOR, SFOR, der Operation Allied Force und KFOR wurden die letzten Kräfte 2001 aus Italien abgezogen.
Nach Auflösung des Marinefliegergeschwaders 2 hat das Aufklärungsgeschwader am 1. Januar 2005 dessen Auftrag zur Seekriegsführung aus der Luft übernommen.
Zwischen April 2007 und November 2010 waren permanent jeweils sechs Tornados im afghanischen Masar-e-Scharif beim dortigen Einsatzgeschwader der Bundeswehr stationiert, die in dieser Zeit knapp 5000 Flüge durchführten. Sowohl die Besatzungen als auch die Luftfahrzeuge wurden regelmäßig ausgetauscht, wobei die Einsatzdauer der Crews in der Regel sechs Wochen betrug. Das Stadtmuseum Schleswig zeigte im Jahre 2011 eine Fotoausstellung zum Einsatz in Afghanistan mit dem Titel Adleraugen über Afghanistan.
Am 3. März 2010 wurde die 2. Staffel des Aufklärungsgeschwaders als Staffel für Unbemannte Aufklärungssysteme formell in Dienst gestellt. Bereits im gleichen Monat wurde die Drohne IAI Heron durch diese Einheit im Rahmen der ISAF in Afghanistan eingesetzt.
Im Rahmen der Neuausrichtung der Bundeswehr wurde zum 1. Oktober 2013 das Aufklärungsgeschwader 51 „Immelmann“ (AG 51 „I“) in Taktisches Luftwaffengeschwader 51 „Immelmann“ (TaktLwG 51 „I“) umbenannt.
Anfang April 2017 wurde im Zuge der Außerdienststellung des Fliegerischen Ausbildungszentrums der Luftwaffe (FlgAusbZLw) in Holloman eine 4. Fliegende Staffel aufgestellt. Dadurch erhöhte sich der Tornado-Bestand in der Folgezeit um 15 Luftfahrzeuge auf 39 Flugzeuge.
Am 10. Oktober 2024 wurde eine 3. fliegende Staffel in Dienst gestellt. Diese sollte ursprünglich aus Aufklärungsdrohnen vom Typ Northrop Grumman RQ-4 bestehen, deren Zulassungsverfahren 2013 und 2020 allerdings nicht abgeschlossen werden konnten. Ab 2027 werden drei Bombardier Global 6000 die Funktion der luftgestützten Signalerfassung zur Aufklärung und Überwachung mit dem Projektnamen PEGASUS wahrnehmen.

## Gliederung

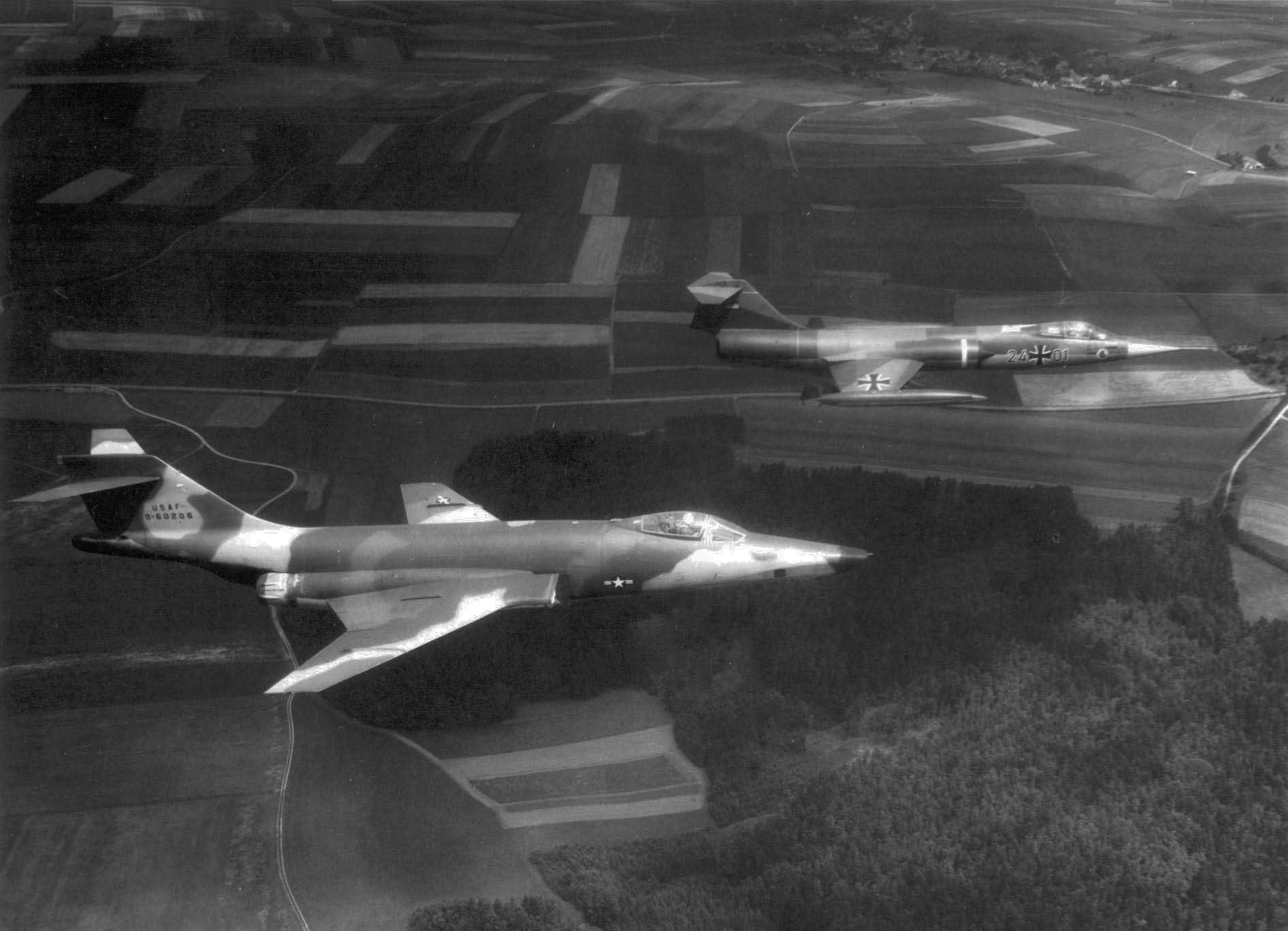
Eine RF-104G des alten AG 51 mit einer RF-101C der USAF

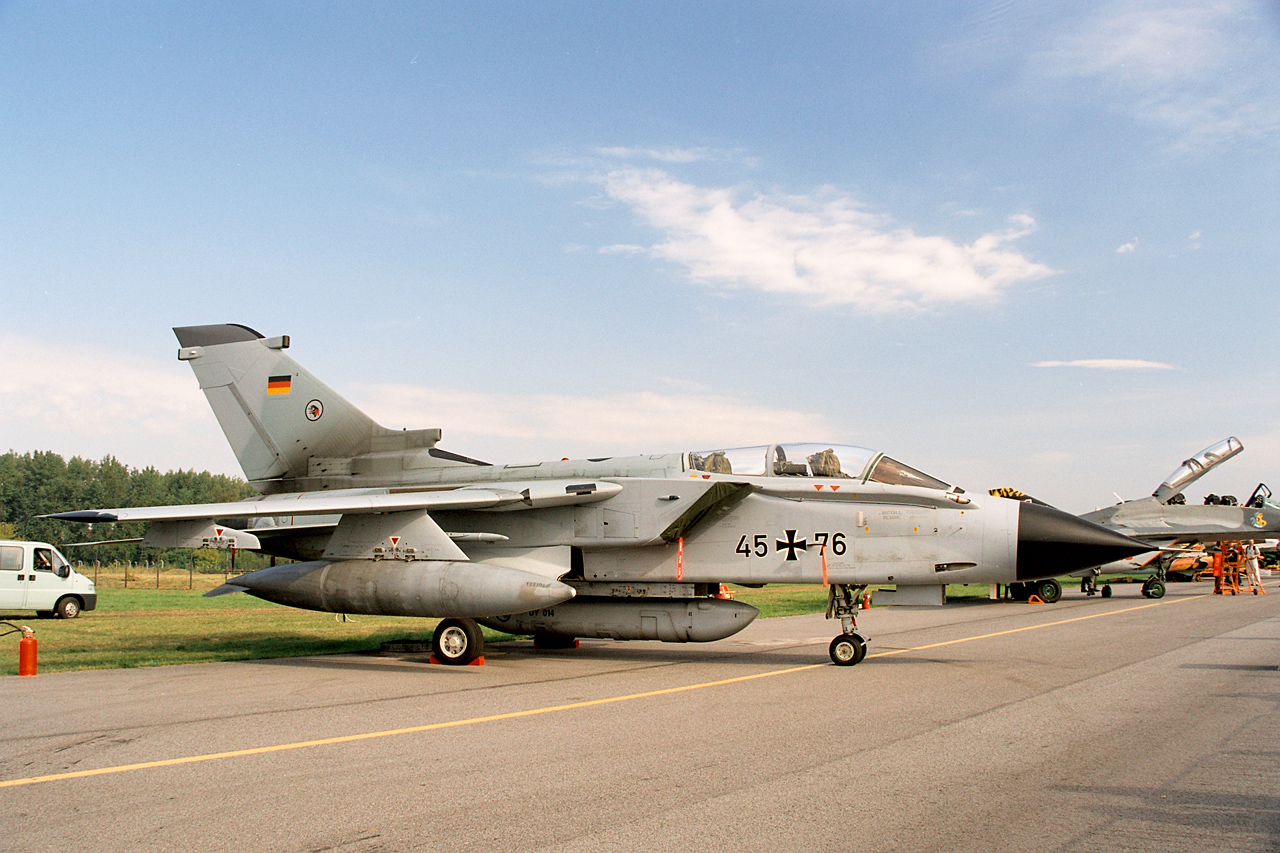
Panavia Tornado IDS des AG51, Tarnschema NORM 95

Tiger-Meet-Sonderbemalung eines Tornados des AG 51

Das Taktische Luftwaffengeschwader 51 „Immelmann“ gliedert sich in zwei Gruppen, die Fliegende Gruppe und die Technische Gruppe.

### Geschwaderstab
Der Geschwaderstab (auch Stab TaktLwG 51 „I“) unterstützt den Kommodore und legt die zur Umsetzung des Auftrages erforderlichen Maßnahmen fest. Seine Sachgebiete unterteilen sich in: S1 – Personalwesen, S2 – Militärische Sicherheit und militärisches Nachrichtenwesen, S3 – Einsatz, Organisation und Ausbildung, S4 – Logistik, S6 – IT und Kommunikation. Außerdem sind dem Geschwaderstab noch folgende Sachbereiche zugeordnet: Flugsicherheit, Standardisierungsgruppe, Fliegerarzt, Controlling und Weiterentwicklung von Taktik, Technik und Verfahren (TTVG).

### Fliegende Gruppe
Die Fliegende Gruppe ist zurzeit in vier fliegende Staffeln unterteilt:
- Die 1. Staffel ist mit einem Buchbestand von 25 Recce- und ECR-Tornados inkl. 5 IDS-Trainern (ausgerüstet mit einer Doppelsteuerung) ausgerüstet (Stand 2017), die ECR-Exemplare wurden ab Ende 2012 sukzessive vom damaligen Jagdbombergeschwader 32 übernommen.
- Die 2. Staffel ist mit unbemannten Luftfahrzeugen (UAS) ausgestattet. Zum Einsatz kam zwischen 2010 und 2023 das unbemannte Luftaufklärungssystem für mittlere Höhen (MALE) IAI Heron, welches vom israelischen Hersteller IAI angemietet wurde. Das Training auf dem Nachfolgemodell Heron TP begann 2019.[7]
- Die 3. Staffel wird ab 2027 das Aufklärungssystem PEGASUS mit drei Bombardier Global 6000 einführen.
- Die 4. Staffel hat einen Buchbestand von 14 Tornados, davon sechs mit Doppelsteuerung ausgerüstet, die im Verlauf des Jahres 2017 sukzessive vom FlgAusbZLw übernommen wurden.

Hinzu kommen als nichtfliegende Elemente die Flugbetriebsstaffel und die Luftbildstaffel. Bei Planung, Steuerung und Überwachung des Flugbetriebs arbeitet der Stab mit den Sachgebieten S1 bis S3 dem Kommandeur Fliegende Gruppe zu.

### Technische Gruppe
Die Technische Gruppe stellt die zum Flugbetrieb erforderlichen Flugzeuge durch Instandsetzung und Instandhaltung bereit. Auch die Versorgung des Geschwaders mit Ersatzteilen, Betriebsstoffen, Munition, Verpflegung und Bekleidung gehört zu den Aufgaben der Technischen Gruppe. Für die Wahrnehmung dieser logistischen Unterstützung sind ein Stab und die Instandsetzungsstaffel, die Wartungs- und Waffenstaffel, die Elektronikstaffel und die Nachschub- und Transportstaffel zuständig.

## Einsätze
- Von Juli 1995 bis Juni 2001 waren Kräfte des AG 51 im Rahmen UNPROFOR, IFOR, SFOR, der Operation Allied Force und KFOR an Einsätzen über dem ehemaligen Jugoslawien beteiligt.

- Im Rahmen der Unterstützung der ISAF befanden sich Teile des Aufklärungsgeschwaders von 2007 bis 2010 in Masar-e Scharif in Afghanistan.[8] Teile der Luftbildstaffel und der 2. Fliegenden Staffel des Geschwaders mit der Aufklärungsdrohne Heron befinden sich bis heute im Einsatz in Afghanistan im Rahmen von Resolute Support. Im Dezember 2018 wurde hierbei mit insgesamt drei Drohnen die 40.000. Flugstunde in Afghanistan erreicht, diese waren somit durchschnittlich Tag für Tag mehr als zwölf Stunden in der Luft. Die Soldaten der Staffel sind jedes Jahr mindestens zweimal für sechs bis zehn Wochen im Einsatz.[9]

- Am 10. Dezember 2015 wurden die ersten zwei Tornados und 40 Soldaten des Geschwaders auf den türkischen Militärstützpunkt Incirlik verlegt, um Aufklärung im Einsatz gegen den Islamischen Staat zu leisten. Dieser Einsatz, Operation Inherent Resolve, läuft für deutsche Teile unter dem Missionsnamen Counter Daesh.
- Am 1. November 2016 startete das erste Mal eine Drohne vom Typ Heron zu einem Einsatzflug für MINUSMA. Sie wird in Gao von Soldaten des Taktischen Luftwaffengeschwaders 51 „Immelmann“ gemeinsam mit zivilen Technikern betrieben.[10] Am 31. Januar 2017 wurde ein erster Flug mit einer Satellitenverbindung nach Deutschland durchgeführt. Über diese sollen Aufklärungsdaten geschickt werden, welche dann am Heimatstandort Jagel ausgewertet und der MINUSMA zur Verfügung gestellt werden. Somit wurde die volle Einsatzbereitschaft (Full Operational Capability, FOC) erreicht. Am 7. April 2017 wurde von der Heron die 1000. Flugstunde erreicht.[11]
- Vom 12. bis 23. Juni 2023 war Jagel einer der wesentlichen Standorte des Manövers „Air Defender 23“, mit 10.000 Übungsteilnehmern aus 25 Nationen mit 250 Luftfahrzeugen unter der Führung der deutschen Luftwaffe.[12]

## Kommodore
| Nr. | Name                           | Beginn der Amtszeit | Ende der Amtszeit  |
| --- | ------------------------------ | ------------------- | ------------------ |
| 1.  | Oberst Eckhard Sowada          | 1993                | 1995               |
| 2.  | Oberst Arne Kreuzinger-Janik   | 1996                | 1997               |
| 3.  | Oberst Jochen Both             | 1997                | 2000               |
| 4.  | Oberst Hans-Dieter Poth        | 2000                | 2002               |
| 5.  | Oberst Helmar Storm            | 2002                | 2005               |
| 6.  | Oberst Thorsten Poschwatta     | 2005                | 1. November 2007   |
| 7.  | Oberst Karsten Stoye           | 2. November 2007    | 13. Dezember 2010  |
| 8.  | Oberst Hans-Jürgen Knittlmeier | 13. Dezember 2010   | 3. Juli 2014       |
| 9.  | Oberst Michael Krah            | 3. Juli 2014        | 3. Juli 2017       |
| 10. | Oberst Kristof Conrath         | 3. Juli 2017        | 22. September 2021 |
| 11. | Oberst Jörg Schroeder          | 22. September 2021  | 27. September 2024 |
| 12. | Oberst Jens Schumacher         | 27. September 2024  | laufend            |

## Genutzte Flugzeugmuster
- Panavia Tornado IDS
- Panavia Tornado Recce
- Panavia Tornado ECR
- IAI Heron TP

## Bildergalerie

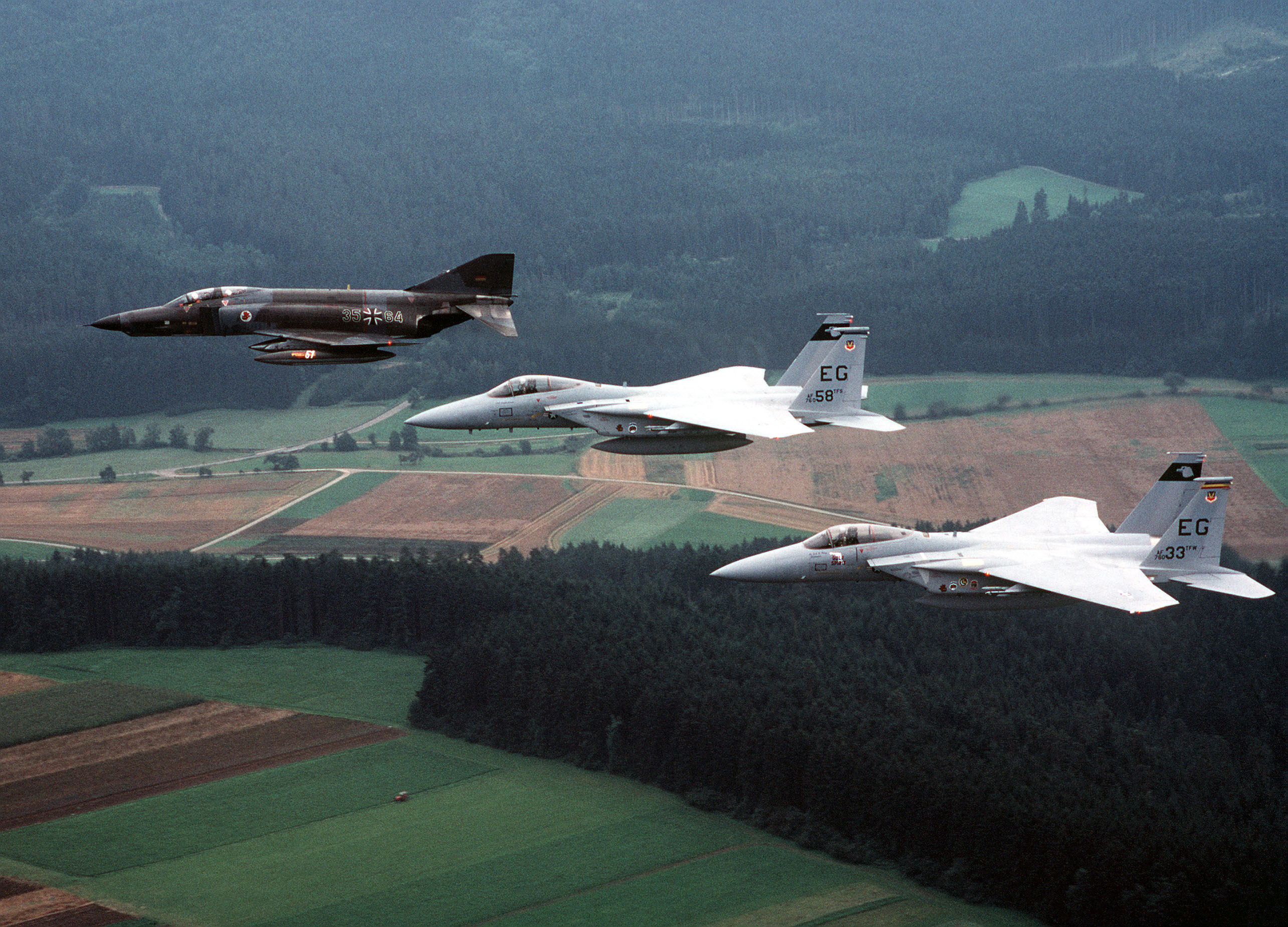
RF-4E mit F-15As in Kettenformation
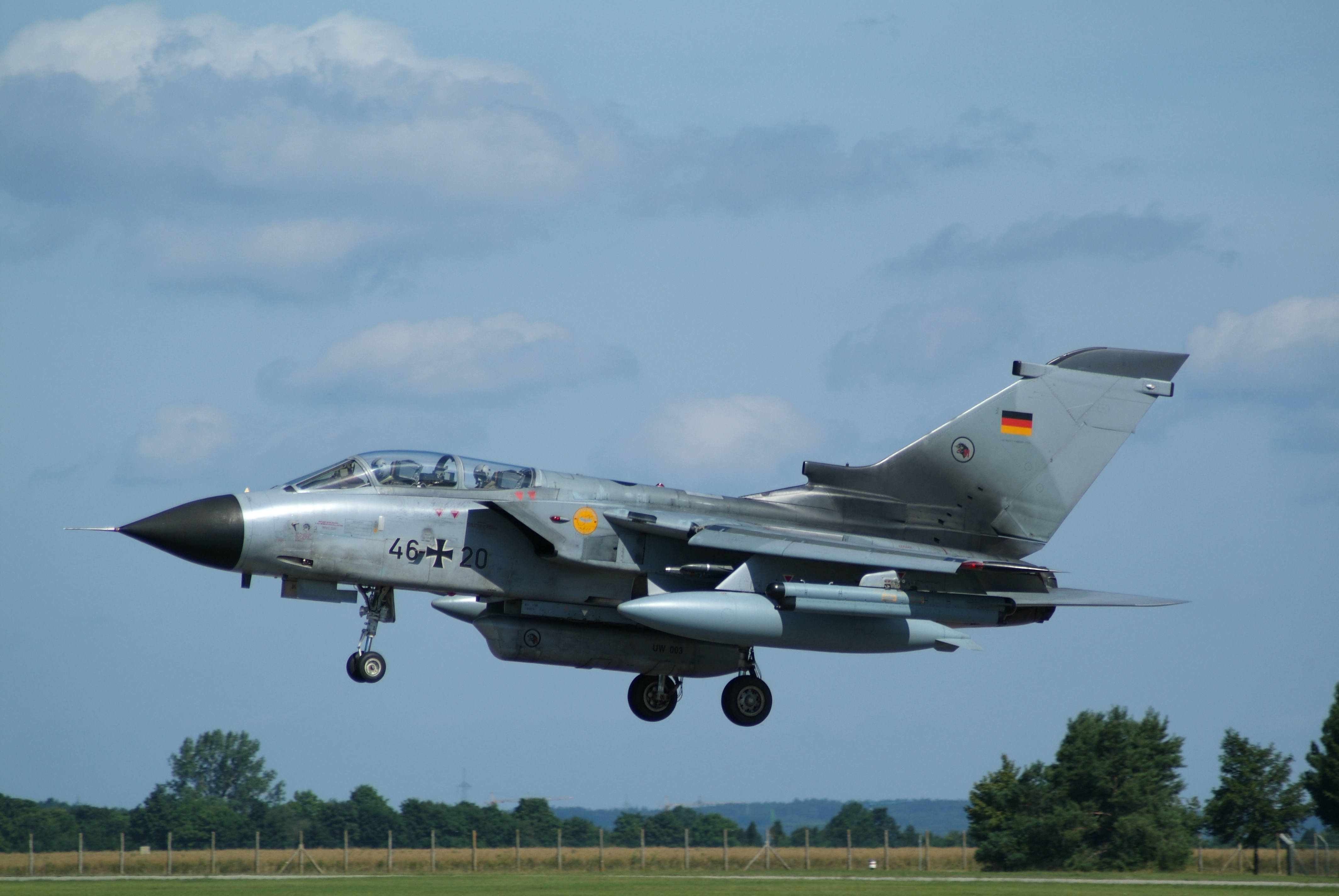
Tornado des AG 51 mit „Recce-Pod“
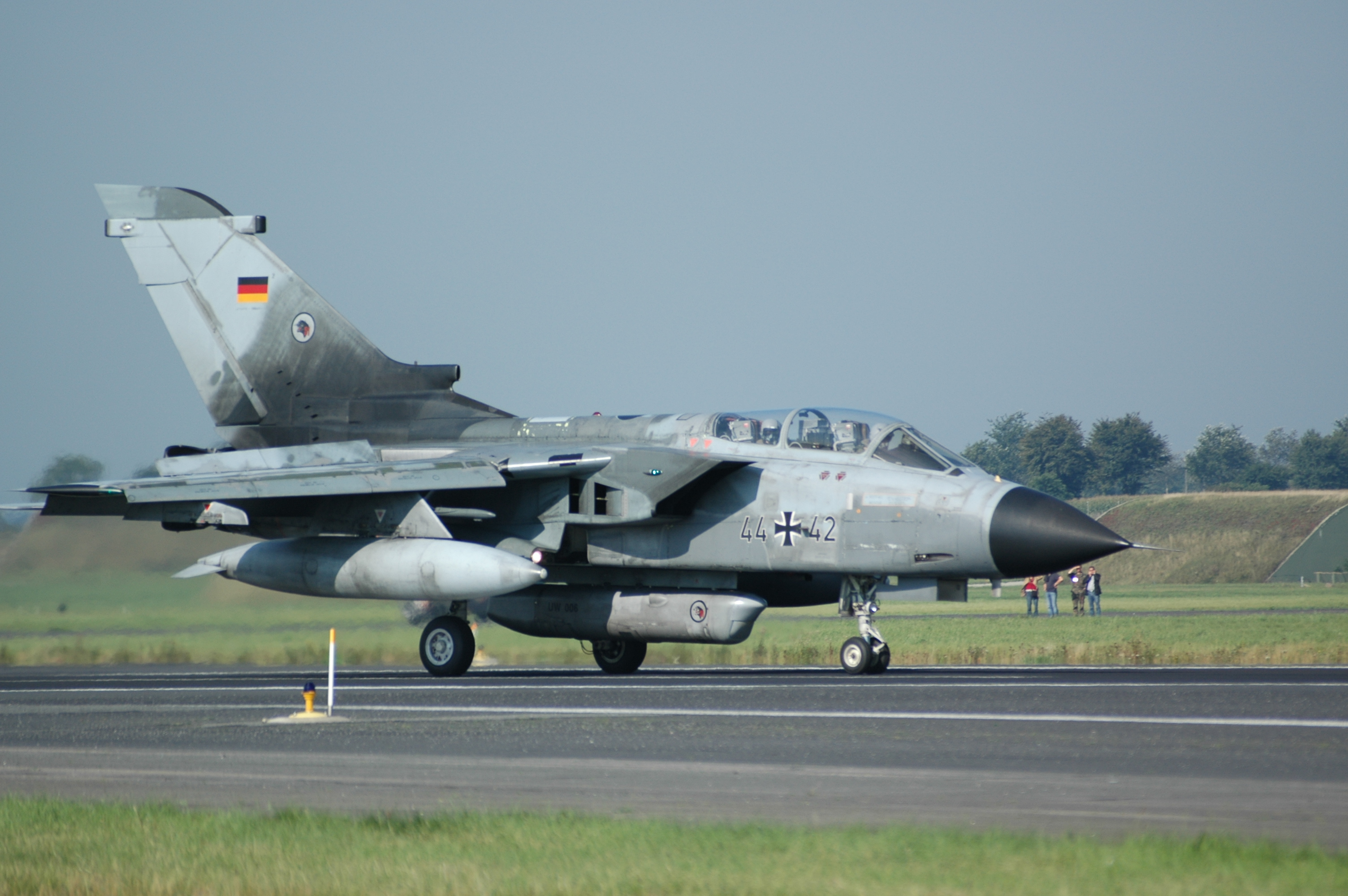
Panavia Tornado Recce
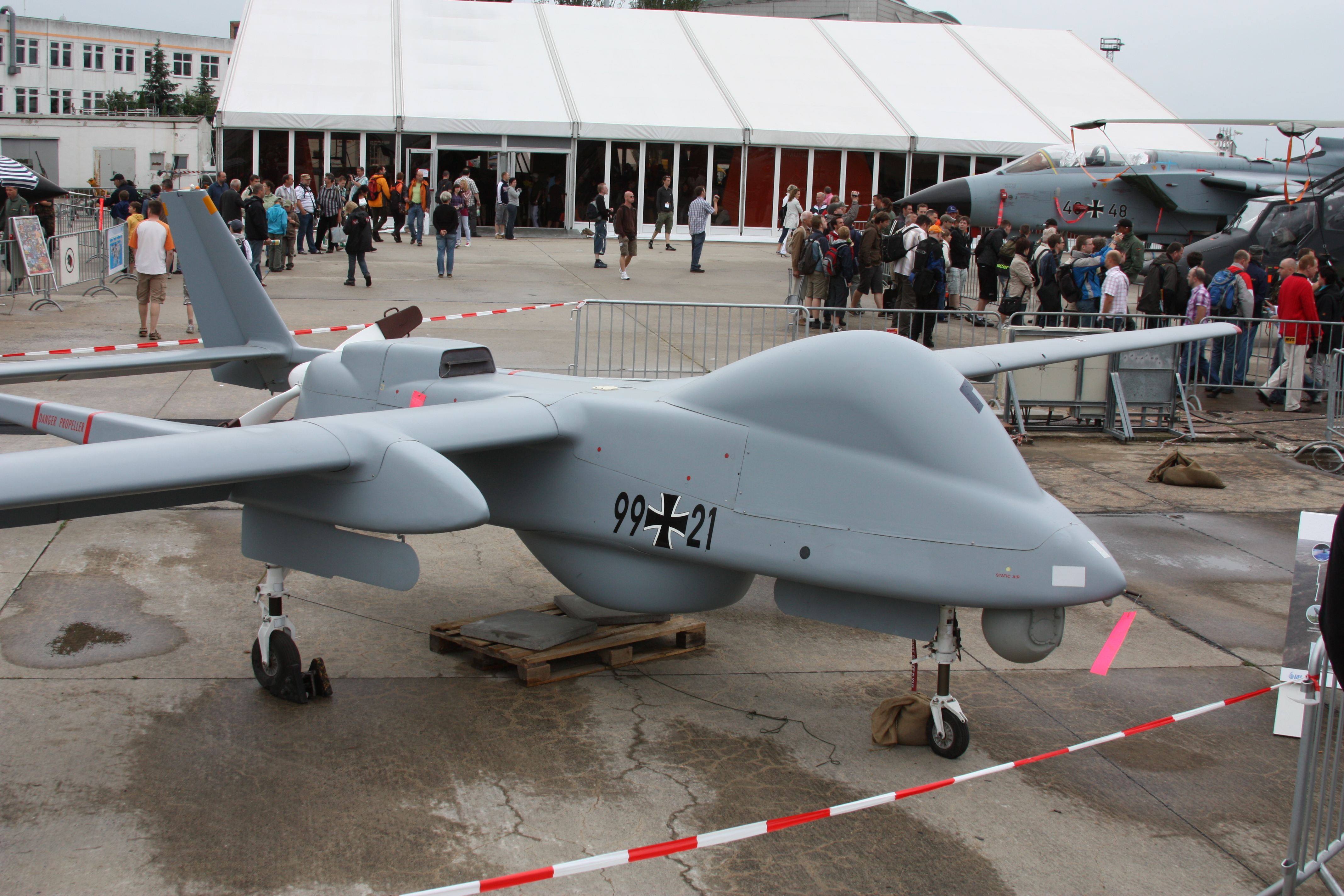
IAI „Heron I“ der Bundeswehr
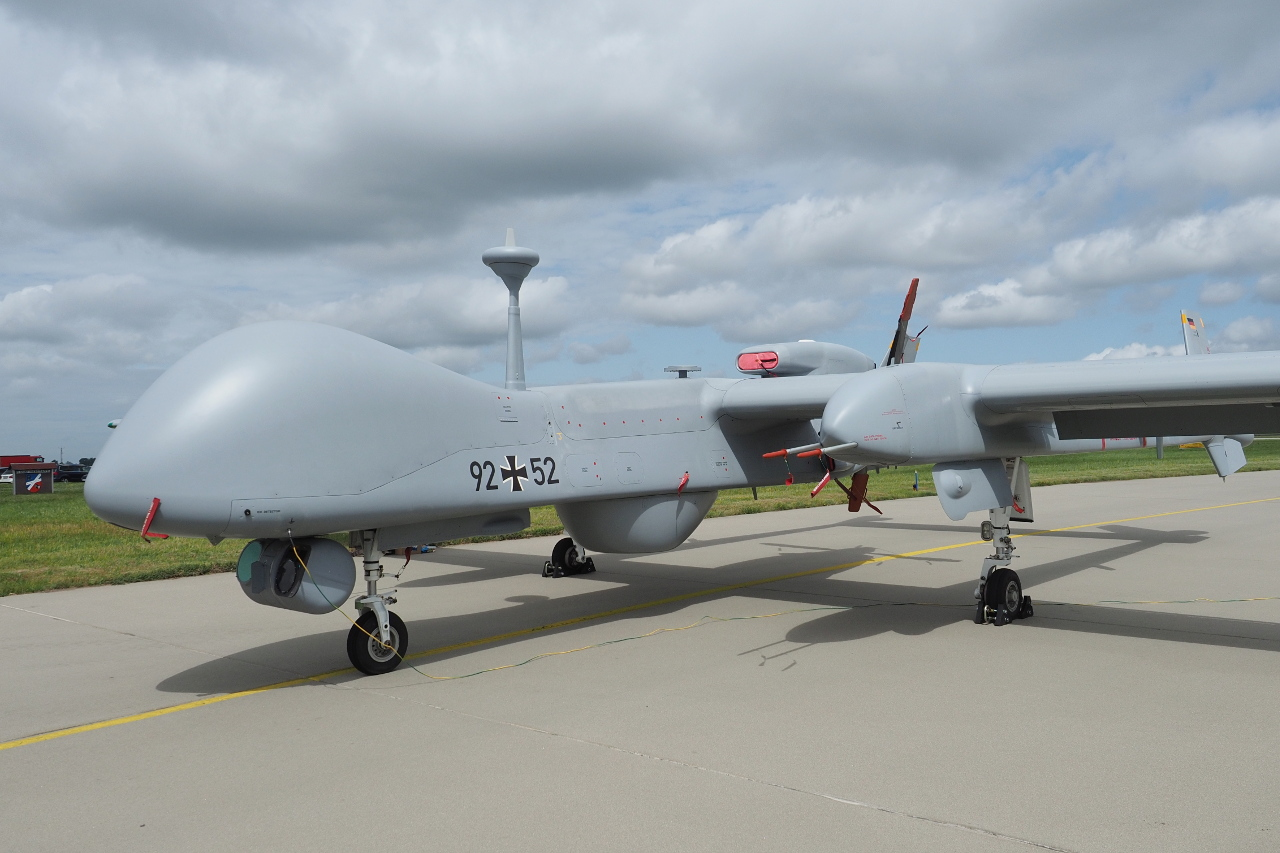
IAI Heron TP am Tag der Bundeswehr 2025
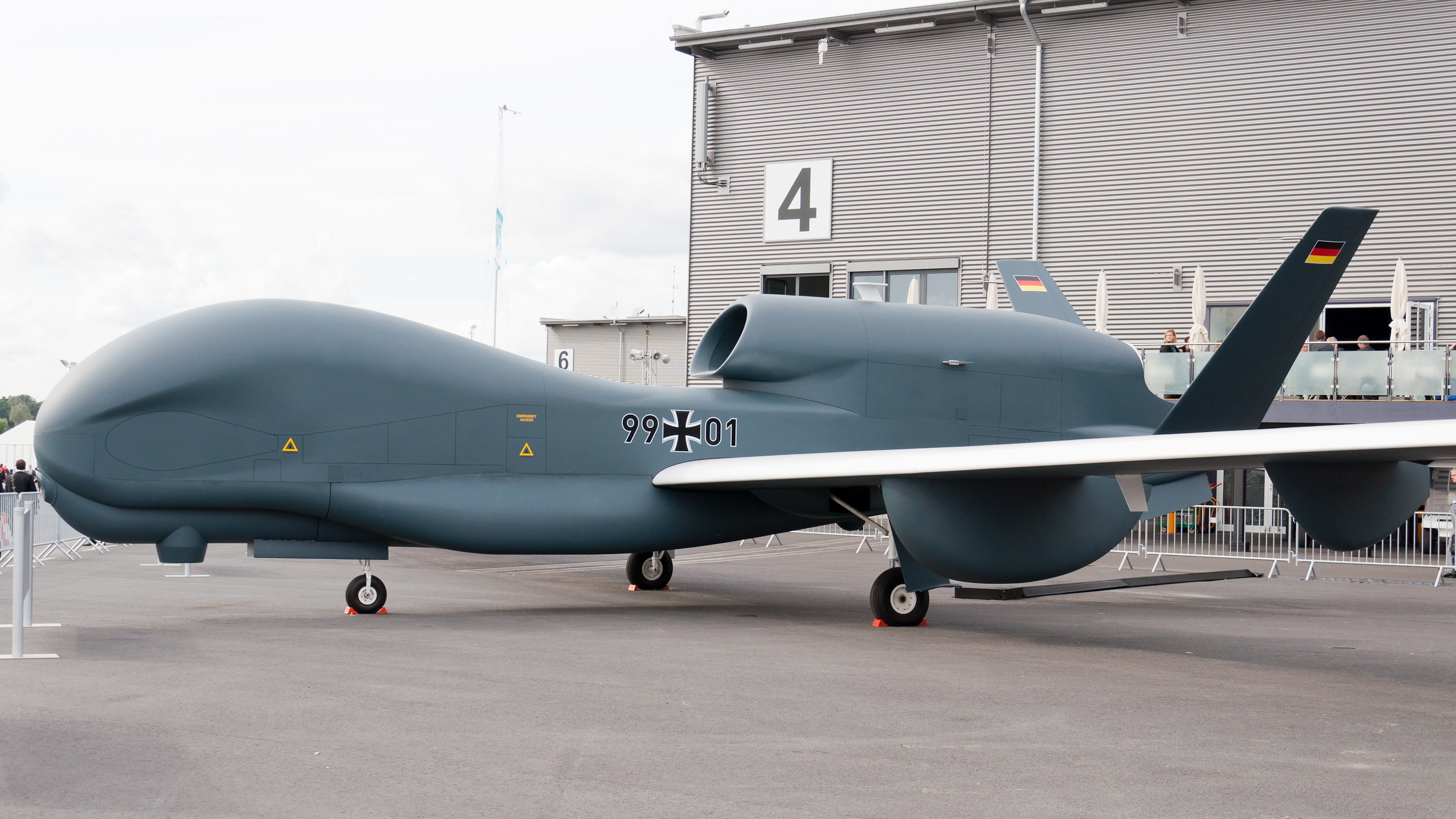
Euro Hawk der Luftwaffe

## Kritik
Der Name des Geschwaders, der sich vom Jagdflieger Max Immelmann ableitet, sorgt gelegentlich für Diskussionen.

## Sonstiges
Das Geschwader verfügt als erster Verband der Bundeswehr über ein eigenes Soundbranding. Der Song 51 Tigers wurde von Oberstleutnant Frank Dirksmeier komponiert und durch die Combo JetStream des Luftwaffenmusikkorps Münster zum 30-jährigen Geschwadergeburtstag produziert.